# آئورورا روفینو
آئورورا روفینو (ایتالیایی: Aurora Ruffino؛ زادهٔ ۲۲ مهٔ ۱۹۸۹) یک بازیگر اهل ایتالیا است.
او در سال ۲۰۱۴ برندهٔ «جایزهٔ فوران استعداد» در جشنواره فیلم جیفونی شد.
از فیلم‌های او می‌توان به سپید چون شیر، سرخ چون خون اشاره کرد.